# Разведочный анализ данных
Разведочный анализ данных (англ. exploratory data analysis, EDA) — анализ основных свойств данных, нахождение в них общих закономерностей, распределений и аномалий, построение начальных моделей, зачастую с использованием инструментов визуализации.
Понятие введено математиком Джоном Тьюки, который сформулировал цели такого анализа следующим образом:
- максимальное «проникновение» в данные,
- выявление основных структур,
- выбор наиболее важных переменных,
- обнаружение отклонений и аномалий,
- проверка основных гипотез,
- разработка начальных моделей.

Основные средства разведочного анализа — изучение вероятностных распределений переменных, построение и анализ корреляционных матриц, факторный анализ, дискриминантный анализ, многомерное шкалирование.